# غير مخلصة (أغنية)
أنفيثفل هي أغنية سجلتها المغنية البربادوسية ريانا لألبومها الإستديو الثاني، آ قيرل لايك مي (2006). الأغنية من كتابة ني-يو، ومن إنتاج ستارقيت. اسم الأغنية الأصلي كان «مردرير» وهي عن امرأة تندم على خيانة شريك حياتها. «أنفيثفل» هي أغنية آر أند بي بالاد التي تحتوي على عناصر من موسيقى البوب، الأغنية مستوحاة من أعمال فرقة الروك الأمريكية إڤانيسنس. صدرت من قبل تسجيلات ديف جام يوم 2 مايو، 2006، كأغنية منفردة ثانية من الألبوم.

## الأداء التجاري

### أمريكا الشمالية وأوقيانوسيا
في الولايات المتحدة، دخلت "أنفيثفل" لأول مرة المركز الواحد والخمسين على الرسم البياني الأمريكي بيلبورد هوت 100 يوم 13 مايو، 2006. في الأسبوع نفسه، وصلت أغنية ريانا المنفردة السابقة "إس أو إس وصلت إلى المركز الأول. بلغت الأغنية ذروتها في المركز السادس يوم 22 يوليو، 2006، وأصبحت أغنية ريانا الثالثة التي تصل إلى المراكز العشرة الأولى في الولايات المتحدة. في 29 يوليو، 2006، تصدرت الأغنية على الرسم البياني بيلبورد لأغاني الدانس كلوب، لتصبح أغنية ريانا الثالثة التي تصل إلى المركز الأول على هذا الرسم البياني. حصلت الأغنية على شهادة البلاتينيوم من قبل اتحاد صناعة التسجيلات في أمريكا يوم 27 يوليو، 2006، لشحنها أكثر من 1,000,000 نسخة. كانت "أنفيثفل" أكثر نجاحاً في كندا حيث بلغت المركز الأول على الرسم البياني الكندي. في أستراليا، دخلت الأغنية لأول مرة وبلغت ذروتها بنفس الوقت في المركز الثاني، يوم 30 يوليو، 2006. في وقت لاحق حصلت على الشهادة الذهبية من قبل اتحاد صناعة التسجيلات الأسترالية، تدل على شحن 35,000 نسخة. في الأسبوع نفسه، دخلت "أنفيثفل" على الرسم البياني النيوزيلندي في المركز الخامس. في الأسبوع التالي، بلغت ذروتها في المركز الرابع لمدة ثلاث أسابيع متتالية.

### أوروبا
في أوروبا، وصلت «أنفيثفل» إلى المراكز العشرة الأولى في أربع عشرة دولة. كانت الأغنية أكثر نجاحاً في المجر وسويسرا حيث بلغت المركز الأول هناك. وأصبحت أول أغنية لريانا تصل إلى المركز الأول هناك. حصلت الأغنية على شهادة ذهبية من قبل الاتحاد الدولي لصناعة التسجيلات الصوتية السويسرية تدل على شحن 15,000 نسخة. في النرويج، دخلت الأغنية لأول مرة المركز الثامن عشر، وبعد ستة أسابيع بلغت ذروتها في المركز الثاني، لمدة أسبوعين. دخلت الأغنية على الرسم البياني النمساوي في المركز الثامن يوم 18 أغسطس، 2006، وبلغت ذروتها في المركز الثاني. الأغنية وصلت إلى المركز الثاني في ألمانيا، وأيرلندا. أيضاً وصلت إلى المركز الثالث في الدنمارك، وبلجيكا (فلاندرز)، وجمهورية التشيك. دخلت الأغنية لأول مرة المركز السادس عشر على الرسم البياني البريطاني يوم 22 يوليو، 2006. في الأسبوع التالي، بلغت ذروتها في المركز الثاني.

## الجوائز والترشيحات
| السنة | الحفل                      | البلد المضيف                           | الفئة               | النتيجة | المصادر |
| ----- | -------------------------- | -------------------------------------- | ------------------- | ------- | ------- |
| 2007  | جوائز آيسكاب بوب الموسيقية |                                        | الأغنية الأكثر أداءً | فوز     | [ 19 ]  |
| 2007  | جوائز بربادوس الموسيقية    |                                        | أغنية السنة - أنثى  | فوز     | [ 20 ]  |
| 2007  | جوائز بربادوس الموسيقية    | أفضل أغنية سول/آر أند بي منفردة - أنثى | فوز                 |         | [ 20 ]  |
| 2007  | جوائز بربادوس الموسيقية    | أفضل فيديو مصور - أنثى                 | رُشِّح                 |         | [ 20 ]  |
| 2007  | جوائز بي إم آي بوب         |                                        | الأغنية الأكثر أداءً | فوز     | [ 21 ]  |
| 2007  | جوائز إن آر جي الموسيقية   |                                        | أفضل أغنية عالمية   | فوز     | [ 22 ]  |
| 2007  | جوائز آيربان الموسيقية     |                                        | أفضل فيديو مصور     | رُشِّح     | [ 23 ]  |

## الصيغ وقائمة الأغاني
| - أغنية منفردة رقمية كندية 1. «أنفيثفل» – 3:46 - ريمكسات آي تونز 1. «أنفيثفل» (توني موران راديو مكس) – 4:15 2. «أنفيثفل» (هامل راديو إديت) – 3:53 3. «أنفيثفل» (موريس راديو إديت) – 3:28 4. «أنفيثفل» (توني موران كلوب مكس) – 9:08 5. «أنفيثفل» (هامل كلوب مكس) – 8:48 6. «أنفيثفل» (موريس كلوب مكس) – 6:57 7. «أنفيثفل» (آول ميوزك سشن) – 3:49 | - أغنية منفردة رقمية 1. «أنفيثفل (تومي موران راديو مكس)» – 4:16 - أسطوانة منفردة 1. «أنفيثفل» – 3:46 2. «أنفيثفل (توني موران راديو مكس)» – 4:16 3. «أنفيثفل (نسخة اللحن)» – 3:46 4. «أنفيثفل (فيديو)» – 4:56 |

## الرسوم البيانية
| المخطط (2006)                                       | المركز | المصادر |
| --------------------------------------------------- | ------ | ------- |
| أستراليا (ARIA)                                     | 2      | [ 6 ]   |
| النمسا (Ö3 Austria Top 40)                          | 2      | [ 11 ]  |
| بلجيكا (Ultratop 50 Flanders)                       | 3      | [ 15 ]  |
| بلجيكا (Ultratop 50 Wallonia)                       | 2      | [ 28 ]  |
| كندا (Canadian Singles Chart)                       | 1      | [ 5 ]   |
| جمهورية التشيك (IFPI)                               | 3      | [ 16 ]  |
| الدنمارك (Tracklisten)                              | 3      | [ 14 ]  |
| فنلندا (Suomen virallinen lista)                    | 13     | [ 29 ]  |
| فرنسا (SNEP)                                        | 7      | [ 30 ]  |
| ألمانيا (Media Control Charts)                      | 2      | [ 12 ]  |
| المجر (Rádiós Top 40)                               | 1      | [ 8 ]   |
| المجر (Dance Top 40)                                | 12     | [ 31 ]  |
| المجر (Single Top 10)                               | 10     | [ 32 ]  |
| أيرلندا (IRMA)                                      | 2      | [ 13 ]  |
| إيطاليا (FIMI)                                      | 14     | [ 33 ]  |
| هولندا (Mega Single Top 100)                        | 9      | [ 34 ]  |
| نيوزيلندا (Recorded Music NZ)                       | 4      | [ 7 ]   |
| النرويج (VG-lista)                                  | 2      | [ 10 ]  |
| سلوفاكيا (IFPI)                                     | 5      | [ 35 ]  |
| السويد (Sverigetopplistan)                          | 6      | [ 36 ]  |
| سويسرا (Schweizer Hitparade)                        | 1      | [ 9 ]   |
| المملكة المتحدة (The Official Charts Company)       | 2      | [ 18 ]  |
| الولايات المتحدة (Billboard Hot 100)                | 6      | [ 2 ]   |
| الولايات المتحدة (Billboard Dance Club Songs)       | 1      | [ 3 ]   |
| الولايات المتحدة (Billboard Adult Pop Songs)        | 40     | [ 37 ]  |
| الولايات المتحدة (Billboard Dance/Mix Show Airplay) | 1      | [ 38 ]  |
| الولايات المتحدة (Billboard Digital Songs)          | 6      | [ 39 ]  |
| الولايات المتحدة (Billboard Pop Songs)              | 2      | [ 40 ]  |
| الولايات المتحدة (Billboard R&B/Hip-Hop Airplay)    | 18     | [ 41 ]  |
| الولايات المتحدة (Billboard Hot R&B/Hip-Hop Songs)  | 18     | [ 42 ]  |
| الولايات المتحدة (Billboard Radio Songs)            | 4      | [ 43 ]  |
| الولايات المتحدة (Billboard Rhythmic Songs)         | 7      | [ 44 ]  |

| الرسم البياني (2006)                          | المركز | المصادر |
| --------------------------------------------- | ------ | ------- |
| أستراليا (ARIA)                               | 19     | [ 45 ]  |
| أيرلندا (IRMA)                                | 14     | [ 46 ]  |
| المملكة المتحدة (OCC)                         | 23     | [ 47 ]  |
| الولايات المتحدة (Billboard Hot 100)          | 28     | [ 48 ]  |
| الولايات المتحدة (Billboard Dance Club Songs) | 47     | [ 49 ]  |
| الولايات المتحدة (Billboard Digital Songs)    | 30     | [ 50 ]  |
| الولايات المتحدة (Billboard Radio Songs)      | 39     | [ 51 ]  |

| الرسم البياني (2000-2009)      | المركز | المصادر |
| ------------------------------ | ------ | ------- |
| ألمانيا (Media Control Charts) | 43     | [ 52 ]  |

## الشهادات
| الدولة           | المزود             | الشهادات  | المبيعات  | المصادر |
| ---------------- | ------------------ | --------- | --------- | ------- |
| أستراليا         | (ARIA)             | قولد      | 35,000    | [ 53 ]  |
| بلجيكا           | (BEA)              | قولد      | 10,000    | [ 54 ]  |
| الدنمارك         | (IFPI Denmark)     | بلاتينيوم | 15,000    | [ 55 ]  |
| السويد           | (IFPI Sweden)      | قولد      | 20,000    | [ 56 ]  |
| سويسرا           | (IFPI Switzerland) | قولد      | 15,000    | [ 57 ]  |
| الولايات المتحدة | (RIAA)             | بلاتينيوم | 1,000,000 | [ 4 ]   |

## تاريخ الإصدار
| الدولة           | التاريخ        | نوع الإصدار            | الشركة المنتجة | المصادر |
| ---------------- | -------------- | ---------------------- | -------------- | ------- |
| الولايات المتحدة | 2 مايو، 2006   | ماينستريم وريذمك راديو | ديف جام        | [ 58 ]  |
| كندا             | 20 يونيو، 2006 | تحميل رقمي             | ديف جام        | [ 24 ]  |
| أستراليا         | 14 يوليو، 2006 | تحميل رقمي             | ديف جام        | [ 26 ]  |
| الدنمارك         | 14 يوليو، 2006 | تحميل رقمي             | ديف جام        | [ 59 ]  |
| فرنسا            | 14 يوليو، 2006 | تحميل رقمي             | ديف جام        | [ 60 ]  |
| إيطاليا          | 14 يوليو، 2006 | تحميل رقمي             | ديف جام        | [ 61 ]  |
| هولندا           | 14 يوليو، 2006 | تحميل رقمي             | ديف جام        | [ 62 ]  |
| نيوزيلندا        | 14 يوليو، 2006 | تحميل رقمي             | ديف جام        | [ 63 ]  |
| النرويج          | 14 يوليو، 2006 | تحميل رقمي             | ديف جام        | [ 64 ]  |
| البرتغال         | 14 يوليو، 2006 | تحميل رقمي             | ديف جام        | [ 65 ]  |
| إسبانيا          | 14 يوليو، 2006 | تحميل رقمي             | ديف جام        | [ 66 ]  |
| أستراليا         | 17 يوليو، 2006 | ريمكس رقمي             | ديف جام        | [ 67 ]  |
| الأرجنتين        | 17 يوليو، 2006 | ريمكس رقمي             | ديف جام        | [ 68 ]  |
| البرازيل         | 17 يوليو، 2006 | ريمكس رقمي             | ديف جام        | [ 69 ]  |
| جمهورية التشيك   | 17 يوليو، 2006 | ريمكس رقمي             | ديف جام        | [ 70 ]  |
| فنلندا           | 17 يوليو، 2006 | ريمكس رقمي             | ديف جام        | [ 71 ]  |
| فرنسا            | 17 يوليو، 2006 | ريمكس رقمي             | ديف جام        | [ 72 ]  |
| ألمانيا          | 17 يوليو، 2006 | ريمكس رقمي             | ديف جام        | [ 73 ]  |
| المجر            | 17 يوليو، 2006 | ريمكس رقمي             | ديف جام        | [ 74 ]  |
| إيطاليا          | 17 يوليو، 2006 | ريمكس رقمي             | ديف جام        | [ 25 ]  |
| اليابان          | 17 يوليو، 2006 | ريمكس رقمي             | ديف جام        | [ 75 ]  |
| هولندا           | 17 يوليو، 2006 | ريمكس رقمي             | ديف جام        | [ 76 ]  |
| نيوزيلندا        | 17 يوليو، 2006 | ريمكس رقمي             | ديف جام        | [ 77 ]  |
| النرويج          | 17 يوليو، 2006 | ريمكس رقمي             | ديف جام        | [ 78 ]  |
| إسبانيا          | 17 يوليو، 2006 | ريمكس رقمي             | ديف جام        | [ 79 ]  |
| السويد           | 17 يوليو، 2006 | ريمكس رقمي             | ديف جام        | [ 80 ]  |
| الولايات المتحدة | 17 يوليو، 2006 | ريمكس رقمي             | ديف جام        | [ 81 ]  |
| المملكة المتحدة  | 25 يوليو، 2006 | أسطوانة منفردة         | ميركوري        | [ 27 ]  |
| ألمانيا          | 4 أغسطس، 2006  | أسطوانة منفردة         | يونيفرسال      | [ 82 ]  |
| فرنسا            | 28 أغسطس، 2006 | أسطوانة منفردة         | يونيفرسال      | [ 83 ]  |